# World in Conflict
World in Conflict – strategiczna gra czasu rzeczywistego stworzona przez Massive Entertainment, wydana przez Sierra Entertainment na platformę Windows. Czas akcji to rok 1989, w którym problemy ekonomiczne, podobne do tych z rzeczywistości, zmuszają Związek Radziecki do wkroczenia na teren Europy Zachodniej, wchodząc w konflikt z wojskami NATO. 

## Fabuła
Zima 1988, doprowadzony przez Zimną Wojnę na krawędź upadku ekonomicznego Związek Radziecki żąda pomocy od Zachodu. Wiosna 1989, ponieważ negocjacje stają się nie mieć końca, napięcie po obu stronach Żelaznej kurtyny rośnie. Równocześnie ONZ prowadzi rozmowy dyplomatyczne, które mają skłonić Związek Radziecki do przeprowadzenia reform gospodarczych i ustrojowych w zamian za pomoc ekonomiczną. Lato 1989, negocjacje zostają zerwane przez niespodziewany nagły atak na pozycje NATO sił Układu Warszawskiego. Wkrótce okazuje się, że Europa miała być tylko odwróceniem uwagi od groźniejszego i ważniejszego celu. Niedługo po inwazji na Europę zachodnią, Sowieci dokonują inwazji na Stany Zjednoczone wykonując desant morski w Seattle.

## Punkty
Jednostki którymi operujemy w grze, zostają nam przydzielane w formie zrzutu za punkty. W trybie gry jednoosobowej liczba punktów jest całkowicie zależna od fabuły. W trybie gry wieloosobowej początkowo dostaje się "do wydania" 4000 punktów, natomiast reszta punktów – 2000 – stopniowo "przelewa" się na właściwe konto punktowe. Gdy gracz utraci jednostkę, jej punktowa równowartość wraca do puli punktów .

## Punkty dowodzenia
Ważną częścią gry są tak zwane punkty dowodzenia. Są to dwa, trzy lub cztery okręgi (zwane punktami perymetru) połączone liniami (w trybie gry jednoosobowej spotykane są "samotne" punkty perymetru). Punkty perymetru można zdobyć umieszczając w nich swoje jednostki. Zdobycie wszystkich punktów perymetru oznacza zdobycie kontroli nad punktem dowodzenia.
Zdobyte punkty dowodzenia można fortyfikować - jeśli w punkcie perymetru znajduje się choć jedna jednostka, zaczyna się jego budowa. Są to kolejno fortyfikacje: przeciwpiechotna, przeciwpancerna i przeciwlotnicza. Jeśli wrogi punkt perymetru posiada choć jedną fortyfikację, punktu tego nie można zdobyć, nie niszcząc wrogiej fortyfikacji.

## Pomoce taktyczne
Za niektóre czynności (niszczenia sił wroga, fortyfikowanie punktów dowodzenia etc.) otrzymuje się punkty pomocy taktycznej. Jest to specjalny rodzaj pomocy, który może albo pomóc twojemu zespołowi albo porządnie utrudnić walkę przeciwnikom. Można je potem wykorzystać do wezwania specjalnych pomocy. Dzielą się one na 3 rodzaje:
 Pomoc Defensywna  w żaden sposób nie jest w stanie uszkodzić wroga, pomaga jednak swojemu zespołowi. Jest w nim 5 dostępnych pomocy :
- Rozpoznanie z Powietrza – nad obszar wylatuje niewielki samolot szpiegowski obserwujący teren i wrogie jednostki. Wyposażenie w termowizję pokazuje ukrytą w dymie kolumnę czołgów, piechotę w lesie czy budynku.
- Zrzut piechoty Dywizji Powietrznodesantowej – zrzuca na wybrany teren oddział piechoty powietrznodesantowej. Gdy wylądują na ziemi są bezbronni wobec wrogich pojazdów, jednak skutecznością strzelniczą dorównują snajperom. Jednak zamiast 5-osobowego składu jest ich 4, a ich zdolność ofensywna jest najmocniejsza ze wszystkich wojsk piechoty – Precyzyjny Atak Artyleryjski. Są znakomici jako obserwatorzy, jeśli otrzymają rozkaz wstrzymania ognia.
- Zrzuć Lekki Transporter – na miejscu docelowym helikopter dostarcza Transportowiec Piechoty, który może zarówno przenosić szybko piechotę w inne miejsce, jak i powoli naprawiać sojuszników i swoje pojazdy.
- Rzuć Lekki Czołg – na obszarze docelowym śmigłowiec dostarcza lekki czołg. Choć nie jest to wielka siła, można wysłać 2 lub 3, po wcześniejszym dostarczeniu piechoty na obserwację terenu. Umożliwia to niewielką operację desantu np. w celu zniszczenia wrogiej Artylerii, zwykle ciężko bronionej przez działa przeciwlotnicze, będące jednak bezbronne wobec czołgów.
- Napraw Most – jeżeli jakiś most jest w gruzach, a wojska lądowe nie mają innej drogi na drugi brzeg, można naprawić most zrzucając na niego taktyczny dźwigar, czyniąc go na powrót gotowym do przejazdu.

 Pomoc Bezpośrednia  rodzaj pomocy taktycznej, której wybrane ataki są zabójcze dla jednego rodzaju wojsk, a nieszkodliwe dla innych. Jest w nim 6 różnych pomocy lotniczych :
- Atak Napalmem – nadlatuje myśliwiec z ładunkiem napalmu. Choć czas dotarcia pomocy na cel jest dość spory, zrzucenie ataku na piechotę zamienia ją w grzanki i spala do ziemi las. Bezużyteczny wobec budynków i ciężkich pojazdów, umiarkowany do lekkich pojazdów i żaden wpływ na lotnictwo. Atak na las przepala drogę, dzięki której pancerne wojska mogą skrócić sobie drogę do celu.
- Pogromca Czołgów – potężny atak z powietrza, który zamieni na złom każdy czołg który stanie na linii ataku. Słaby na piechotę, jak również na Lotnictwo. Dobry na Artylerię, ale jeśli uda się ją dokładnie zlokalizować.
- Bomba Naprowadzana Laserem – pogromca bunkrów, żaden zwykły budynek czy most nie jest w stanie wytrzymać jego uderzenia. Znakomity na unieszkodliwianie piechoty w bunkrze czy wysadzenie mostu. Słabo skuteczny na jednostki, bowiem mały obszar ogranicza skuteczność, ale żaden czołg nie przetrwa takiego uderzenia.
- Atak Powietrze - Powietrze – nadlatuje myśliwiec, który zniszczy bez problemu każdy śmigłowiec w celu działania. Działa tylko na Wojska Powietrzne.
- Atak Chemiczny – samolot zrzuca duży pojemnik z niezwykle toksycznym gazem, siejącym spustoszenie we wrogiej piechocie – nawet ukrytej w lesie i budynkach. Wejście piechoty do transporterów umożliwi uniknięcie zatruciem i szybkie wyniesienie się z obszaru działania.
- Ciężkie Wsparcie Lotnicze – nadlatują trzy serie myśliwców, każdy wyposażony w 3, 4 rakiety naprowadzane. Cele w obszarze działania – śmigłowce, pojazdy i czołgi zostają skutecznie unieszkodliwione. Atak obejmuje wyłącznie wrogie jednostki, więc rzucenie tego na obszarze z członkami drużyny może uratować im życie. Jedynie piechota wychodzi cało z ataku.

 Atak Pośredni – obejmuje wszystkich, od piechotę przez pojazdy do helikopterów. Broń zdolna skutecznie zniszczyć wroga, jak i niefortunnie unieszkodliwić wojska gracza. 
- Lekki Ostrzał Artyleryjski – następuje uderzenie na obszar pocisków z moździerzy. Jest to atak nieskuteczny na pojazdy, jednak zmiecie piechotę jeśli pocisk w nią trafi.
- Atak Powietrzny – nadlatuje samolot z 3 bombami kasetowymi, wywołującymi po uderzeniu potężne zniszczenia dla każdego, kogo trafi. Jest w stanie zaatakować helikoptery. Czas czekania jest jednak długi.
- Ciężki Ostrzał Artyleryjski – ulepszona wersja Lekkiego – na większy obszar uderzają znacznie większe pociski – i znacznie więcej. Skuteczny na pojazdy i piechotę. Biada czołgowi, który otrzyma bezpośrednie uderzenie.
- Artyleria Precyzyjna – dokładne uderzenie moździerzowe na niewielki obszar, skuteczne na wrogie pojazdy. Atak jest dość drogi, ale skuteczny. Piechota Desantowa posiada słabszą wersję, składającą się z 2 pocisków atakujących w środek namierzonego obszaru, co umożliwia im niszczenie budynków czy pojazdów.
- Bomba Daisy Cutter / Bomba Paliwo-powietrzna – na obszar zostaje zrzucona potężne bomba burząca, znakomicie likwidująca zarówno wrogie jednostki, jak i pobliskie budynki. Atak niszczy wszystko.
- Nalot Dywanowy – potężny atak na długi obszar, na którym po uderzeniu nie zostaje nic prócz pyłu. Skuteczny na wszystko co tylko trafi. Moc uderzenia na samym końcu linii jest słabsza niż na początku.
- Taktyczna Głowica Jądrowa – najmocniejsza broń, jaką można wezwać w grze. Na wybrany obszar zostaje wystrzelona głowica nuklearna, siejąca niewyobrażalne zniszczenie i chaos na terenie, w który uderzy. Jej moc jest jednak znikoma co do prawdziwej, ale promieniowanie pozostałe po wybuchu zniechęci do przejście przez niego każdego. Atak jest najdroższy – i najskuteczniejszy.

## Tryb gry wieloosobowej
Dostępna jest rozgrywka sieciowa, w której grają dwie drużyny (USA, NATO albo ZSRR).

### Tryby gry wieloosobowej
- Dominacja – gracze obstawiając punkty dowodzenia zwiększają przewagę na pasku dominacji (pasek z flagami obu drużyn - flaga drużyny wygrywającej jest większy). Im więcej punktów dowodzenia jest zajętych przez daną drużynę, tym szybciej dana drużyna dochodzi do całkowitej dominacji i wygrywa mecz. W przypadku, gdy koniec meczu (trwającego 20 minut) nastąpi szybciej niż całkowita dominacja danej drużyny, wygrywa drużyna mająca procentowo większą przewagę.
- Atak – jedna drużyna musi po kolei zdobywać punkty dowodzenia przeciwnika. W połowie rozgrywki mapa się resetuje, a drużyna atakująca i broniąca zamieniają się miejscami. Wygrywa ta drużyna, która szybciej zajmie punkt dowodzenia lub zdobędzie ich więcej.
- Przeciąganie liny – mapę przecina na pół linia frontu – punkt dowodzenia złożony z czterech punktów perymetru. Drużyna, która zdobędzie wszystkie punkty, przesuwa linię frontu w stronę przeciwnika. Wygrywa ta drużyna, która przepchnie linię frontu do końca mapy lub będzie miała większy obszar, gdy skończy się czas.
- Tryb kilku graczy – jest to tryb, który można rozegrać na każdej mapie. Może w niej uczestniczyć max. 4 graczy. W tym trybie każdy z graczy dowodzi wszystkimi jednostkami i zamiast 6000 punktów ma ich aż 18000. Jest to jednak tylko uzupełnienie do innych trybów, więc zadania postawione na mapie nie znikają.

## Jednostki w grze
Każdy gracz może grać jednocześnie jednym typem jednostek. Możliwe jest wezwanie niektórych jednostek innych typów, ale za wyższą cenę.
Dostępne są cztery typy jednostek:
- Lotnictwo – składają się na nie dwa rodzaje helikopterów szturmowych, helikopter zwiadowczy i transportowy. Są bardzo wrażliwe na jednostki przeciwlotnicze, ale nadrabiają to dużą mobilnością, a w przypadku ciężkich helikopterów, ogromną siła ognia.
- Broń pancerna – trzy rodzaje czołgów, transporter opancerzony i amfibijny. Ciężko opancerzonymi i silnie uzbrojonymi jednostkami przerywamy linie obronne przeciwnika. Pojazdy typu: trans. opancerzony są słabsze od ciężkiego czołgu, jednak szybsze i posiadają zdolność obronny przed helikopterami.
- Piechota – oddział piechoty zwykłej, przeciwpancernej, snajper, saper, pojazd transportowy piechoty i ciężarówka. Jednostki najbardziej wszechstronne, ale najwrażliwsze na ataki. Może wchodzić do budynków albo lasów, co ukrywa je przed większością jednostek wroga i sprawia, że otrzymują mniej obrażeń. Odpowiednio użyte potrafią zatrzymać kolumnę wojsk przeciwnika, zestrzelić potężne helikoptery, czy zniszczyć czołgi wroga.
- Wojska wsparcia – rodzaj wojsk trudny w opanowaniu, ale niezbędny w silnej i zorganizowanej armii. Posiada dwa rodzaje pojazdów przeciwlotniczych, artyleryjskich i czołg naprawczy. Używane we właściwy sposób będą trzymać wrogie helikoptery na dystans, naprawią uszkodzony sprzęt, czy postawia zaporę artyleryjską. Jednostki szczególnie wrażliwe na ataki pancerne.

W trybie gry jednoosobowej podział ten nie istnieje – jednostki możliwe do wezwania są zależne od fabuły.